# Idiom
Idióm je v jezikoslovju stalna besedna zveza ali fraza, značilna za določen jezik ali narečje. Njen prvotni pomen je govorica, jezik, narečje. Stalne besedne zveze, ki so prešle iz pogovornega v knjižni jezik, se zato imenujejo idiomatični izrazi. V zadnjih časih so stalne besedne zveze prevzele ime izvornega pomena in se obravnavajo enostavno kot idiomi.
Idiom je fraza, katere pomena se ne da razločiti iz dobesedne definicije, ampak se navezuje na preneseni pomen, ki se ga lahko razbere samo skozi rabo. V jezikoslovju so idiomi pogosto poznani kot fraze, ki nasprotujejo konceptu kompozicije, vendar je ta definicija zadnje čase postavljena pod vprašaj. Morda primernejša je definicija Johna Saeda: besede, ki kolokacijsko spadajo skupaj, po njegovem namreč sčasoma dobijo fiksni pomen. Ta kolokacija (besede, ki so pogosto uporabljene v skupini) kmalu spremeni definicijo vsake izmed besed, ki soobstajajo v tej skupini. Kolokativne besede torej razvijejo specializiran pomen, ki je različen od tistega, ki smo ga poznali prej, in tako nastane idiom, na primer »Res me je vrglo po tleh, ko me je na najinem prvem zmenku vprašal, če bi lahko plačala večerjo.« 
Idiome je težko prevesti, prav gotovo pa jih ni moč prevesti dobesedno, saj imajo figurativen pomen, poznan le preko splošne rabe. V angleškem idiomu to kick the bucket (pomen: umreti) poslušalec, ki bi poznal samo izraza to kick (brcniti) in bucket (vedro) ne bi mogel sklepati o dejanskem pomenu tega idioma. Čeprav se ta fraza lahko nanaša dobesedno na brcanje vedra z nogo, je rojeni govorci najpogosteje ne uporabljajo v tem pomenu. Fraze ne moremo dobesedno prevesti v druge jezike - idiom, ki se temu izrazu najbolj približa v slovenščini, je iti rakom žvižgat ali pa biti pod rušo. 
Drugi tip idioma je uporaba besede, ki ima več pomenov in katere dejanski pomen se lahko določi samo glede na sobesedilo. Idiomi zato radi zmedejo tiste govorce, ki jih niso navajeni uporabljati. Študentje tujega jezika, na primer, se morajo idiome v tem jeziku naučiti na enak način, kot se učijo druge tuje besede. Veliko besed v živih jezikih ima idiomatske korenine, vendar soo jih govorci z uporabo tako uspešno prilagodili jeziku, da se je njihov idiomatski pomen popolnoma izgubil. 

## Idiomi in kultura
Običajno je idiom metafora, ki od govorca zahteva določeno predznanje, izkušnje ali informacije o kulturi, kjer se idiom uporablja, da je govorec sposoben razumeti njegov pomen. Če bi se idiom razgradil na osnovne komponente (posamezne besede), se iz posameznega pomena besed ne bi moglo razbrati pomena celotnega idioma. Posamezne besede v idiomu so namreč izgubile svoj izvirni pomen. 
Idiomi niso obravnavani kot del jezika, temveč kot del kulture. Ker so kulture omejene na določeno območje, kjer živijo njihovi pripadniki, se idiomi izkažejo za neuporabne zunaj tega kulturnega območja oz. v drugi kulturi. 
Običajno imajo idiomi določeno in nespremenljivo strukturo in njihov pomen je težko ugotoviti samo iz pomena posameznih besed, torej se jih je potrebno naučiti na pamet. Čeprav so posamezni idiomi običajno omejeni le na kulturo, iz katere izvirajo, ne pomeni, da niso prevedljivi. Če v našem jeziku podoben idiom ne obstaja, se lahko pomen še vedno parafrazira. Nekateri idiomi so skupni različnim kulturam in so zato lažje prevedljivi, njihov pomen pa lahko tudi lažje ugotovi, ne da bi se idiom nujno poznal že od prej.
Med idiome se lahko uvrsti tudi večbesedne zveze kot so pregovori (Kdor prej pride, prej melje), reki, simile (Režati se kot pečen maček) in družbene formule (Kako si?).
Idiomi imajo različno zgradbo. Dvobesedne idiome lahko sestavlja zveza:
- pridevnika in samostalnika: (jara kača [dolga in neresnična zgodba]; črna ovca [kdor je edini drugačen, slab]; nürnberški lijak; levji delež)
- dveh samostalnikov: (jabolka in hruške [dve čisto različni stvari])
- glagola in samostalnika: (kuhati/pasti mulo; pasti dolgčas; piti kot žolna).

Idiomi so lahko predložne zveze ([imeti besedo] na koncu jezika; imeti vrh glave] ali pregovori (idiomi v stavku).